# Jockey de l'Artémision
Le Cavalier ou Jockey de l'Artémision est une grande statue de bronze caractéristique de la sculpture hellénistique représentant un jeune garçon à cheval, datant d'environ -150/-140,. C'est une des rares statues de bronze originales subsistantes de la Grèce antique et un exemple rare d'un cheval de course dans la sculpture grecque. La plupart des bronzes anciens ont été fondus pour leur matière première peu après leur création, mais celui-ci a été sauvé de la destruction lors de sa perte dans un naufrage survenu dans l'Antiquité, avant d'être redécouvert au XXe siècle. Il a peut-être été dédié aux divinités par une personne riche pour honorer les victoires remportées dans des courses de chevaux, et probablement dans une course à un seul cheval (en grec ancien : κέλης). L'artiste nous est inconnu.

## Découverte et restauration
Après la découverte, en 1926, de divers éléments de bronze dans une épave antique au large du cap Artémision, au nord de l'Eubée, la statue équestre a été retrouvée en un grand nombre de fragments, entre 1928 et 1937,. La statue a été réassemblée, puis la queue et du corps du cheval ont été restaurés. L'ensemble est conservé au musée national archéologique d’Athènes.

## Origines
L'artiste d'origine et les circonstances de la création de l'œuvre ne sont pas connus, mais une hypothèse est qu'elle a pu être pillée à Corinthe en -146 par le général romain Mummius lors la conquête de l'Achaïe, et donnée à Attale II Philadelphe, puis perdue lors de son transfert à Pergame.

## Structure et description

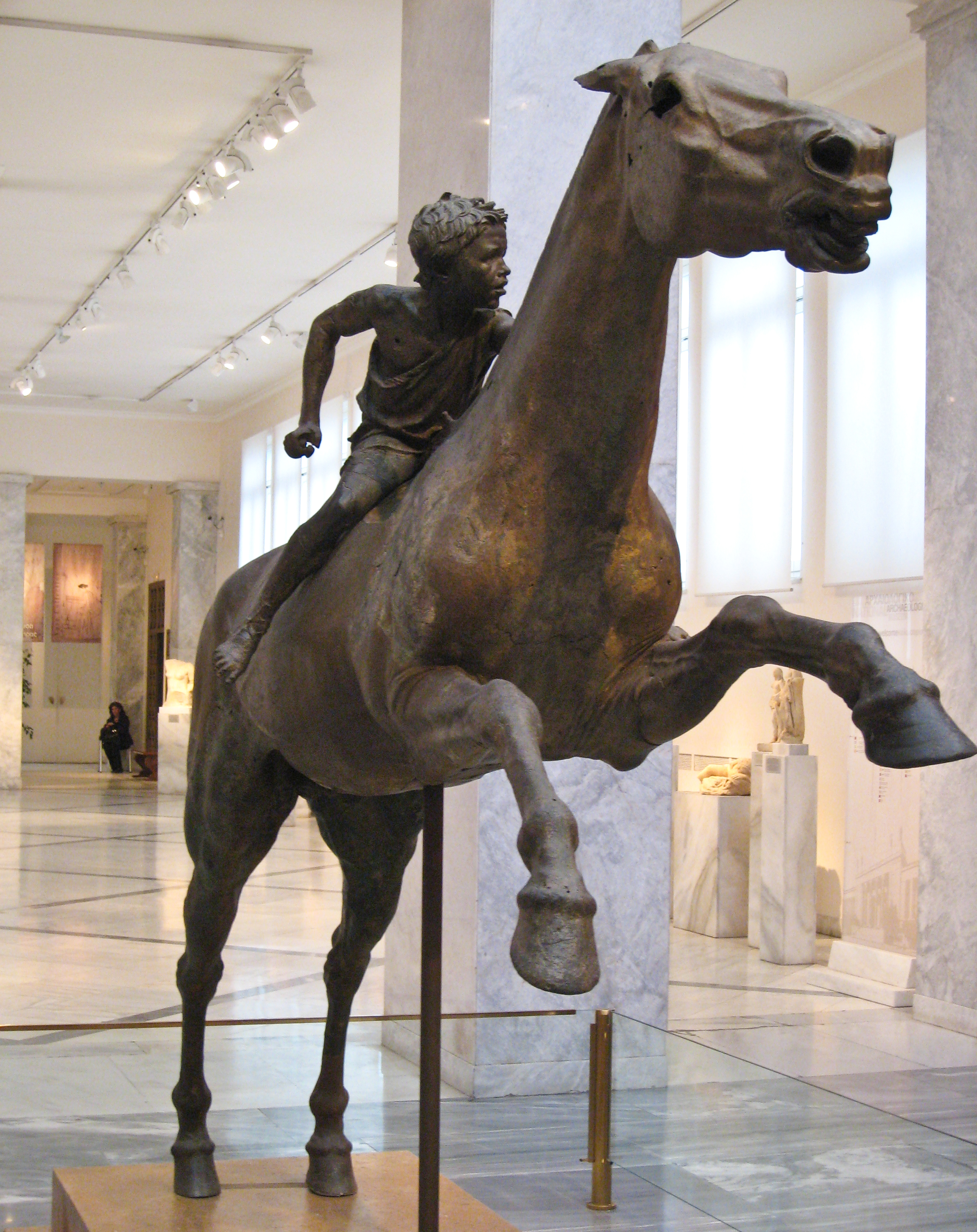
Jockey de l'Artémision.

La statue équestre est approximativement grandeur nature, avec une longueur de 2,9 m et une hauteur de 2,1 m. Elle a été coulée en plusieurs pièces, par le procédé de la cire perdue indirecte, puis assemblée par brasage à flux. Certaines parties sont manquantes, telles que le fouet et les rênes du cavalier et la bride du cheval. Le cheval et son cavalier sont rendus de façon réaliste, comme s'ils étaient capturés au moment où le cheval s'élance au mi-galop, les pieds arrière au sol et les antérieurs levés. Le bronze des postérieurs est plus épais, ce qui indique qu'ils constituaient le principal support de la statue. L'image de la déesse Nikè est gravée sur la cuisse droite du cheval, tenant à main levée une couronne, marque des chevaux de course dans la Grèce antique.
Le cheval surpasse son jockey, un garçon d'à peine 84 cm et âgé d'une dizaine d'années, probablement originaire d'Afrique, à en croire sa physionomie et sa couleur de surface noire patinée d'origine. Sa coiffure, cependant, est grecque, suggérant un héritage mixte. Il monte à cru, sans selle. Il porte des sandales et un chiton court, et regarde par-dessus son épaule gauche.

Détails de la statue
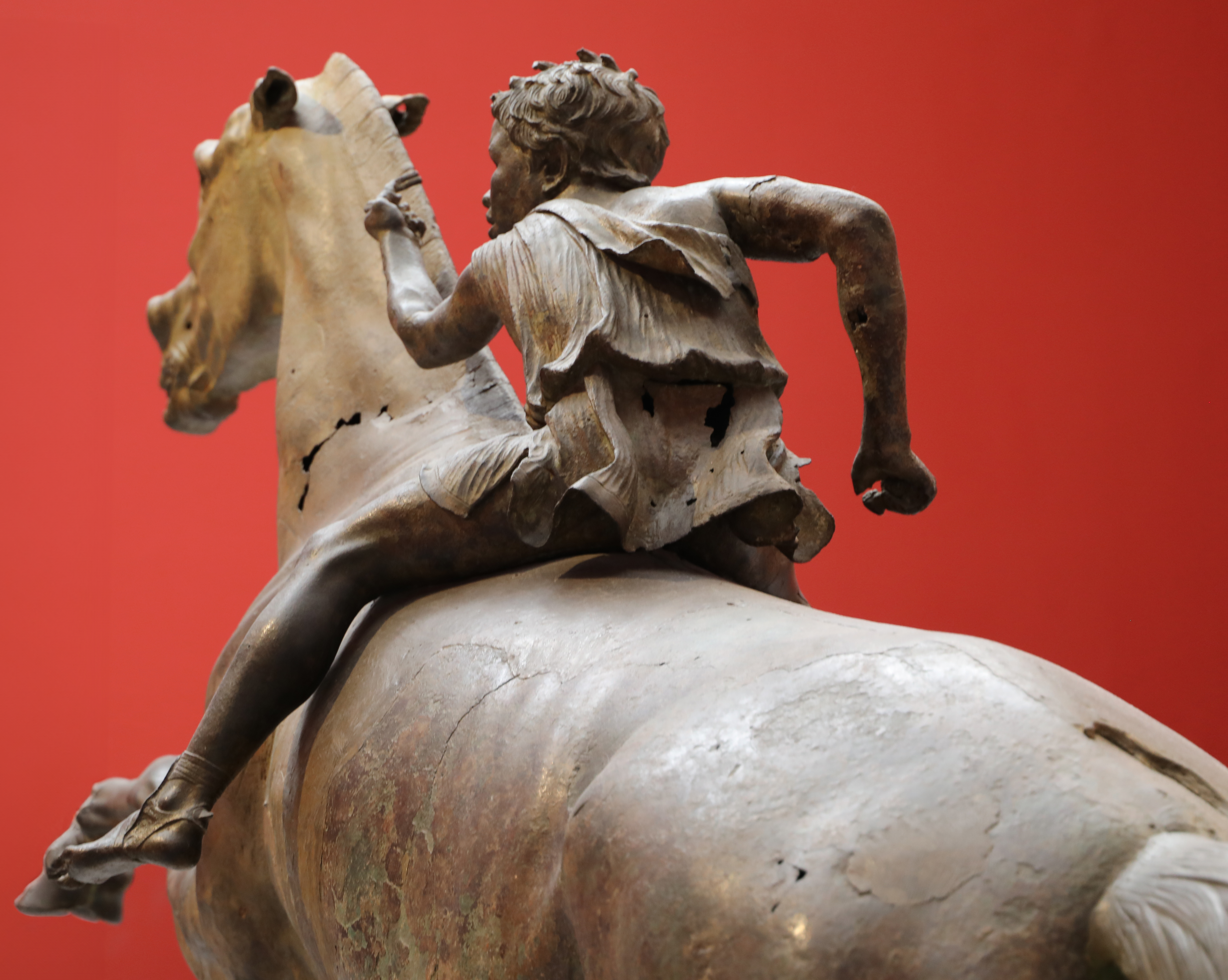
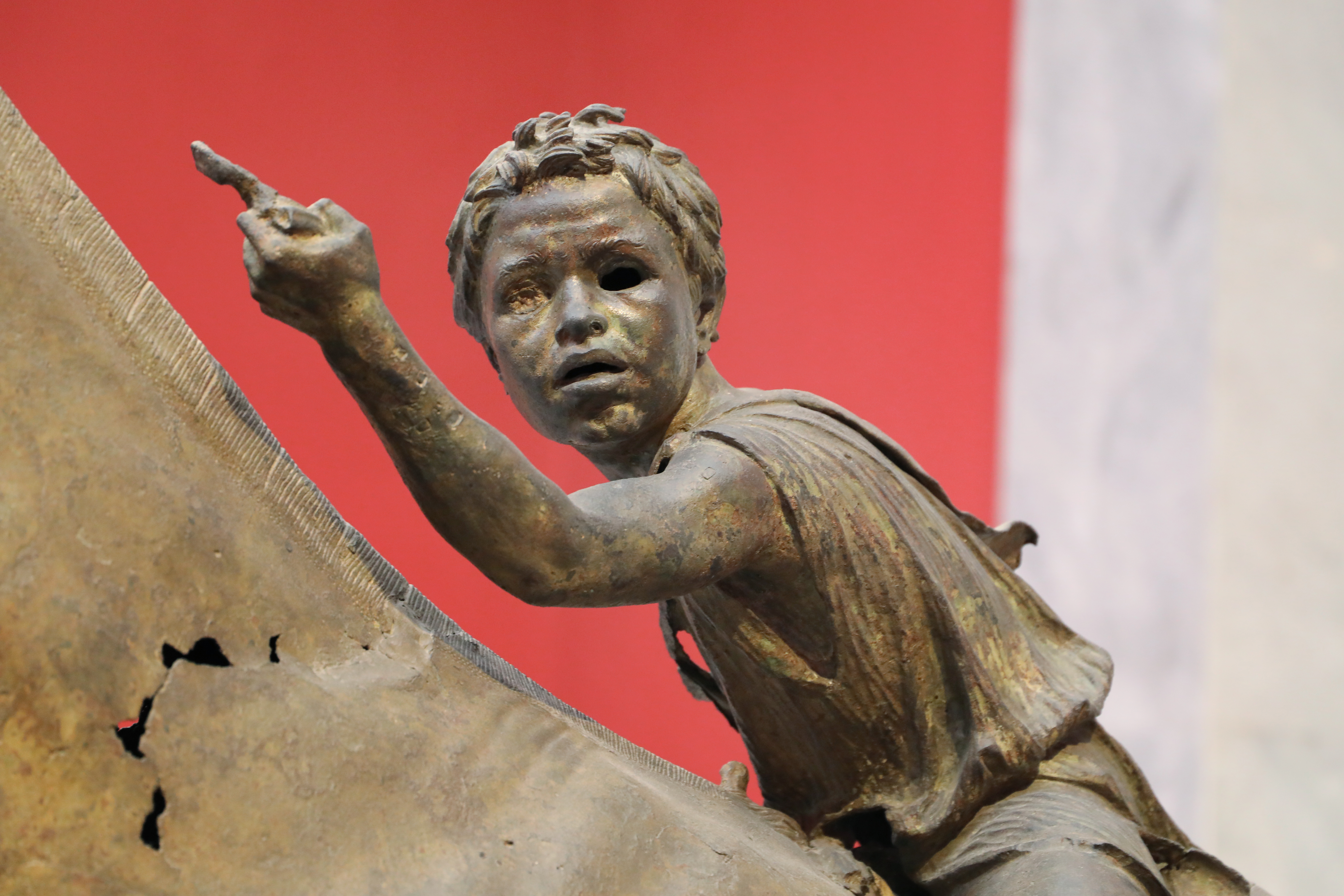
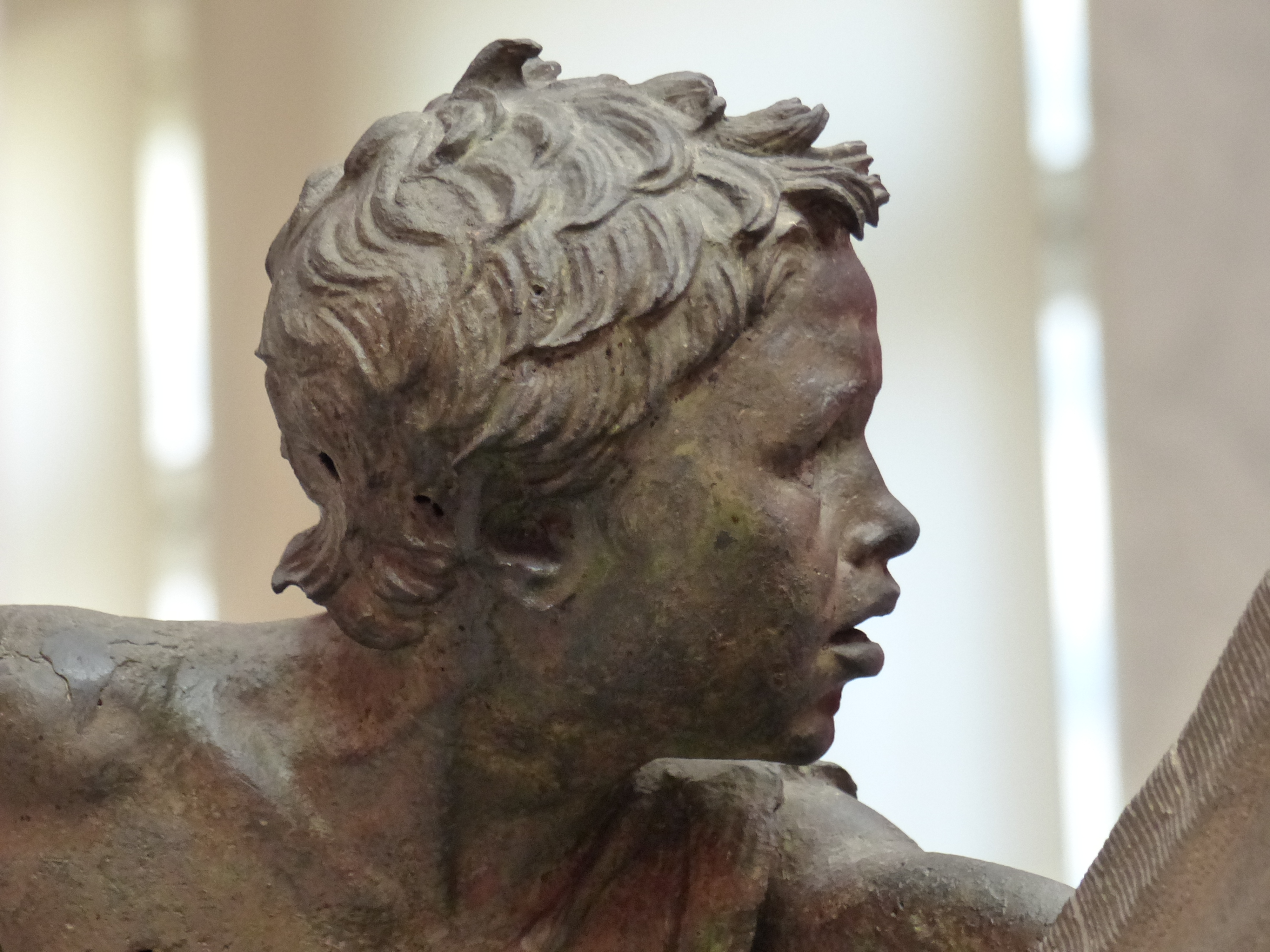
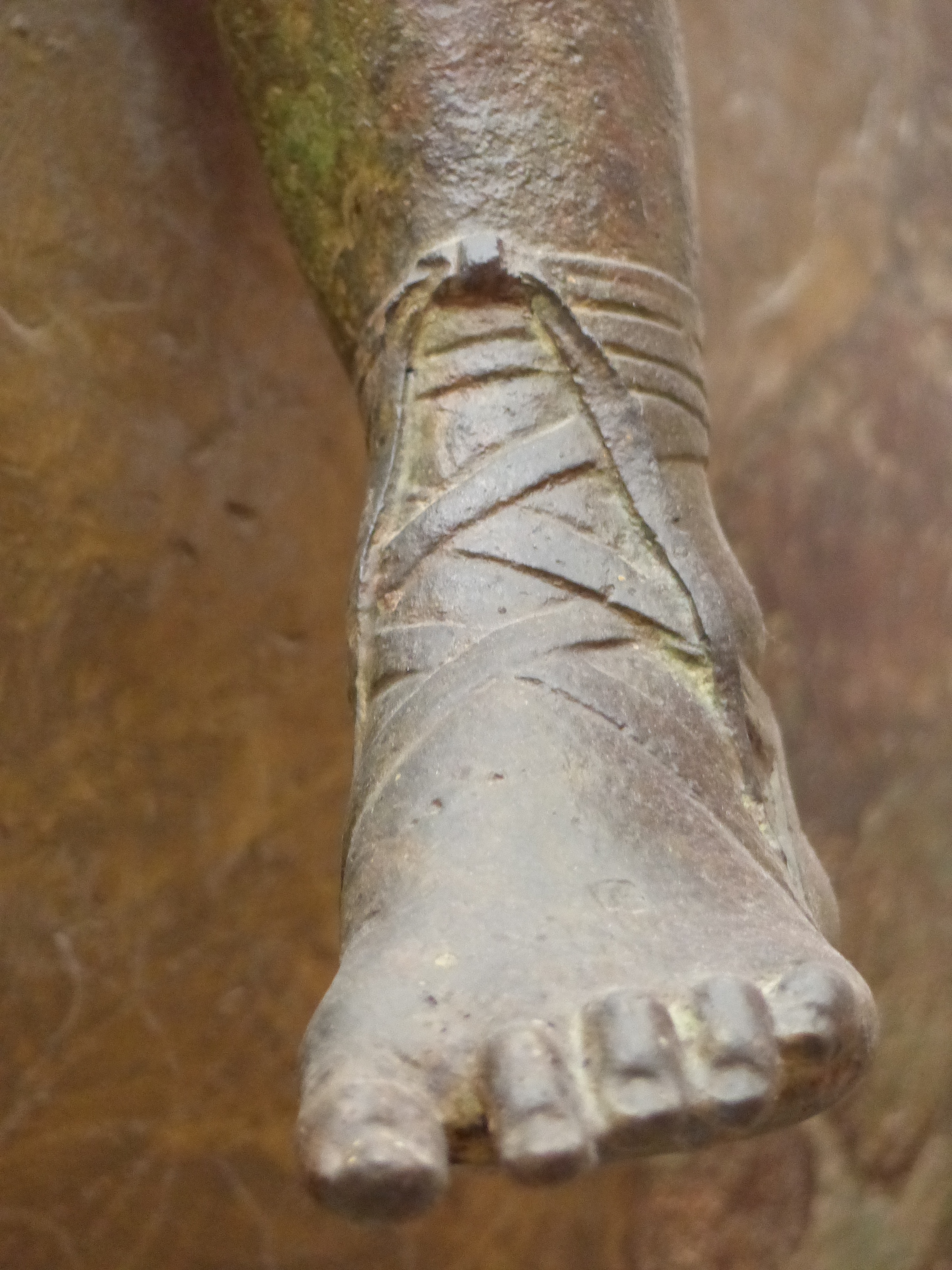
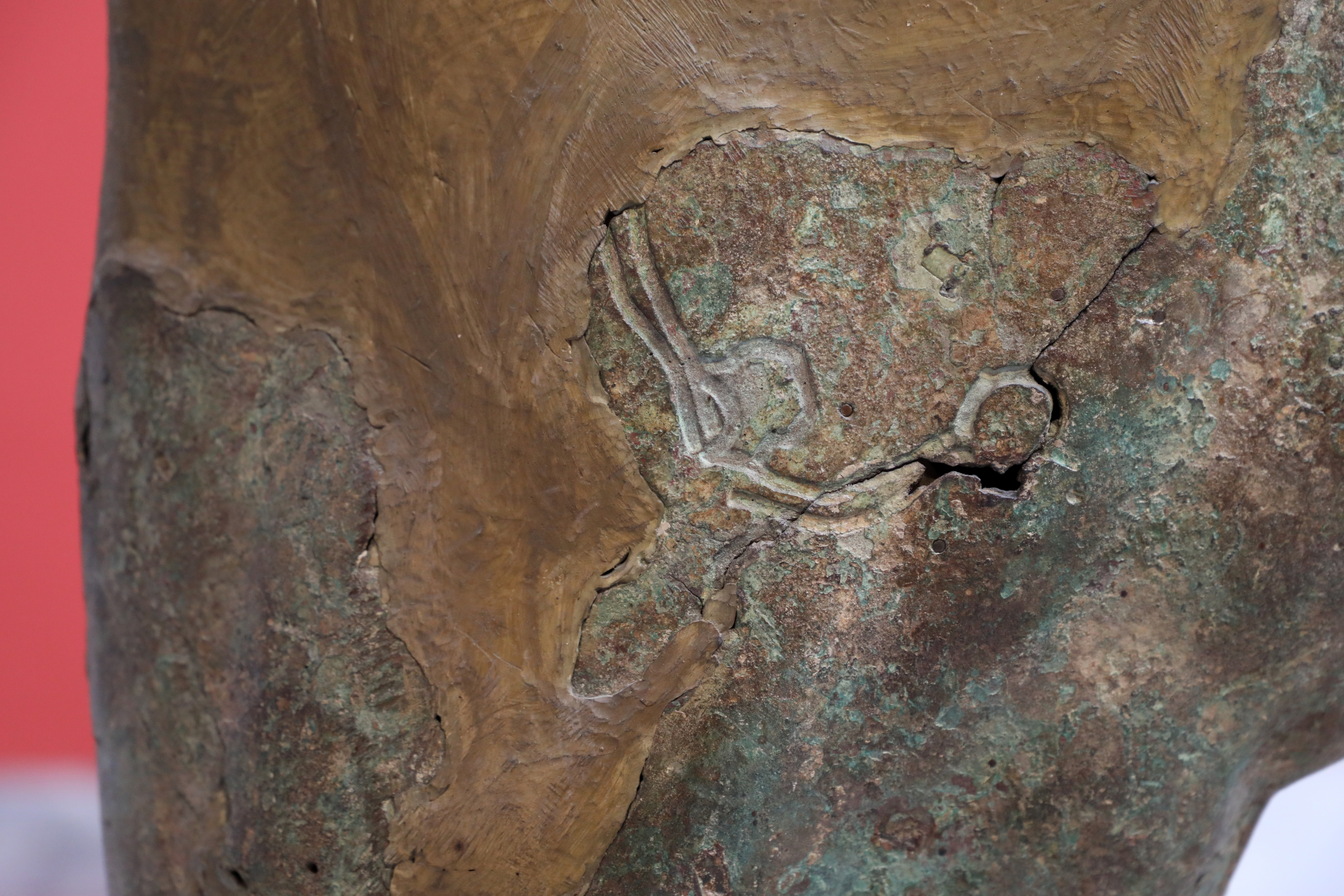

| Objet | Description | Origine et datation                                                            |
| ----- | --- | ------------------------------------------------------------------------------ |
| 15177 | Cavalier ou Jockey de l'Artémision Trouvé en 1926 dans une épave, au large du cap Artémision, en même temps que le dieu de l'Artémision. Le cheval, autant que l'enfant jockey, se concentrent au moment de l'effort final. Il n'est pas certain que les deux éléments appartiennent à l'origine au même groupe. Le corps et la queue du cheval ont été restaurés. Sculpture en bronze. Longueur : 2,90 m. Musée national archéologique d'Athènes. | Provient peut-être du pillage de Corinthe, en 140 av. J.-C. vers 140 av. J.-C. |